# 砺波市立出町中学校

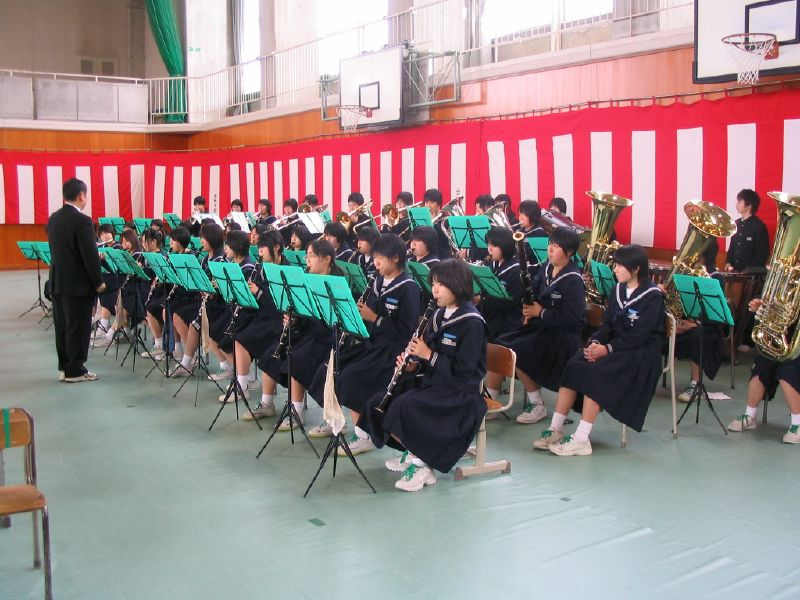
吹奏楽部

砺波市立出町中学校（となみしりつ でまちちゅうがっこう）は、富山県砺波市にある市立中学校。

## 沿革
- 1947年4月 出町外7ヶ村学校組合立出町中学校として発足[2]。
- 1952年4月 砺波町が誕生し、砺波町外2ヶ村学校組合立出町中学校に改称。
- 1954年4月 砺波市が誕生し、砺波市立出町中学校に改称。
- 1958年8月22日 若林地区の生徒を出町中学校へ編入学[3]。
- 1970年
  - 7月17日 同日早朝、西側校舎調理室付近から出火、木造2階建て（一部3階建て）の校舎を全焼、さらに棟続きの特別室のある南側校舎も全焼して5時過ぎに鎮火した[4]。焼け残ったのは教室の一部と体育館のみであった[5]。
  - 8月31日 プレハブ校舎完成[6]。
  - 12月23日 再建起工式を挙行[7]。
- 1971年4月1日 学校統合により、砺波北部中学校（高波）が出町中学校北部教場となる[6]。
- 1972年
  - 3月23日 - 新校舎竣工式（両教場を統合）[6]。新校舎は鉄筋コンクリート造3階建てで延床面積3,933m2であった[7]。
  - 8月 女子バスケットボール部が全国中学校バスケットボール大会で優勝。
- 1976年7月15日 グラウンドに夜間照明完成[6]。
- 1986年4月 通学区域の変更により、生徒229名が砺波市立庄西中学校へ転出。
- 1987年3月14日 体育館完成式[8]。
- 1997年11月 創立50周年記念式典。
- 2004年11月 新砺波市誕生に伴う式典。
- 2012年 耐震改修工事が着工[9]。
- 2014年
  - 8月 男子卓球部が全中出場決定。
  - 9月23日 耐震改修事業が完成。鉄筋コンクリート造3階建て、延床面積8,170m2、体育館、武道場合わせて11,256m2となった[9]。

## 通学区域
| - 春日町 - 寿町 - 中央町 - 表町 - 本町 - 新富町 - 若草町 - 永福町 - 広上町 - 豊町 - 豊町一丁目 - 豊町二丁目 - 三島町 - 山王町 - 幸町 | - 東幸町 - 花園町 - 一番町 - 宮沢町 - 太郎丸 - 神島 - 深江 - 深江一丁目 - 中神 - 大辻 - 鷹栖出 - 太郎丸一丁目 - 太郎丸二丁目 - 太郎丸三丁目 - 平成町 - となみ町 | - 鍋島 - 出町中央 - 西中 - 狐島 - 下中 - 平和町 - 林 - 杉木 - 杉木一丁目 - 杉木二丁目 - 杉木三丁目 - 杉木四丁目 - 杉木五丁目 - 小杉 - 小島 - 東中 | - 新栄町 - 中村の一部 - 高波 - 五郎丸 - 鹿島 - 荒高屋 - 花島 - 苗加 - 野村島 - 鷹栖の区域 |

脚注：

## 周辺
- 砺波市武道館
- 砺波市立体育館

## 交通アクセス
- 城端線砺波駅北口より徒歩約15分

## 著名な出身者
- 熊野智元（北日本放送ラジオディレクター）